# Eufemio Cabral
Eufemio Raúl Cabral Aguilar (21 de marzo de 1955; Asunción, Paraguay) es un exfutbolista paraguayo. Jugaba de centrocampista y su primer club fue el Burgos C. F. Tiene 69 años y desarrolló la mayoría de su carrera en España. Actualmente es empresario.

## Carrera

### Burgos C. F.
Llegó al Burgos C. F. en el año 1976 de la mano de Marcel Domingo quien en ese entonces era el director técnico del club. Eufemio debutó el 26 de septiembre de 1976 en Las Palmas y completó su primera campaña disputando un total de 20 partidos de liga, convirtiéndose en un fijo de las alineaciones del técnico francés. Jugó para el equipo hasta 1977.

### Valencia C. F.
Tal fue el vínculo entre Marcel Domingo y Cabral que en ese año fichó por el Valencia CF otra vez de la mano del técnico francés, donde fue también compañero de su compatriota Carlos Diarte y formaron un gran equipo con el argentino Mario Alberto Kempes y el neerlandés Johnny Rep en la delantera. Se mantuvo en ese equipo hasta 1979.

### Racing, Almería, Hércules, Lorca, el regreso a su país y retirada deportiva
Ese año se marchó al Racing de Santander. Estuvo ligado a ese equipo hasta 1980. Luego se marchó a la AD Almería. Jugó para el equipo almeriense hasta 1981. En ese año se marchó al Hércules CF. Jugó ahí por 3 años seguidos (1981-1984). Ese año se marchó al Lorca Deportiva CF. Jugó para ese equipo hasta 1985. En 1986, en su regreso a su país natal, jugó para el Guaraní. En ese año se fue a Portugal para formar parte de las filas del Rio Ave. Se retiró en ese equipo en el año 1987.

## Selección nacional
Ha sido internacional con la selección de fútbol de Paraguay durante el Mundial de 1986. Con la albirroja se distinguió, siendo titular en todos los partidos, destacando un encuentro en Santiago de Chile, ante la Selección de fútbol de Chile para lograr la clasificación a México 1986, donde El Gato Fernández y Eufemio fueron elegidos como los mejores.

## Clubes
| Club                | País     | Año       |
| ------------------- | -------- | --------- |
| Burgos CF           | España   | 1976-1977 |
| Valencia CF         | España   | 1977-1979 |
| Racing de Santander | España   | 1979-1980 |
| AD Almería          | España   | 1980-1981 |
| Hércules CF         | España   | 1981-1984 |
| Lorca Deportiva     | España   | 1984-1985 |
| Guaraní             | Paraguay | 1986      |
| Rio Ave             | Portugal | 1986-1987 |

## Palmarés

### Campeonatos nacionales
| Título                | Club     | Sede   | Año  |
| --------------------- | -------- | ------ | ---- |
| Copa del Generalísimo | Valencia | España | 1978 |